# Cáin Adomnáin
Cáin Adomnáin, auch Cáin Adamnáin [kaːnʼ 'aðavnaːn] („der Canon Adomnáns“) oder Lex Innocentium („das Gesetz der Unschuldigen“), ist ein Gesetzeswerk des Abtes und Heiligen Adomnán von Iona (* um 628; † 23. September 704).

## Das Werk
Im Cáin Adomnáin wird erstmals der rechtlich niedrige Status der Frau in der patriarchalischen altkeltischen Gesellschaft beschrieben. Diese Abhandlung über die Rechtsstellung der Frauen – genau genommen der Mütter – stammt aus dem 9. Jahrhundert, wird jedoch traditionell dem heiligen Adomnan zugeschrieben. Tatsächlich dürften einige Passagen aus seiner Zeit stammen, andere wurden später ergänzt. Als Einleitung wird der angebliche bisherige Stand, der nahezu der Sklaverei glich, vorgestellt. So beispielsweise, dass die Frau „in einem Erdloch zu stecken hatte, so tief, dass ihre Genitalien verborgen waren, und einen Spieß so lange über dem Feuer halten musste, bis der Braten gar war, ferner hatte sie bis zur Schlafenszeit als Kerzenhalter zu dienen. Im Kampf schleppte sie auf der einen Schulter ihre Lebensmittel, auf der anderen ihr kleines Kind. Auf dem Rücken trug sie einen 30 Fuß langen Stab mit einem Eisenhaken, mit dem sie in den feindlichen Scharen eine Gegnerin beim Zopf packen sollte. Hinter ihr kam der Mann, der sie mit Zaunstangen zum Kampf antrieb. Als Trophäen nahm man den Kopf oder die Brüste der Frauen.“
Dass diese übertriebenen Beschreibungen den Zweck hatten, die Leistung Adomnans als Befreier der Frauen umso leuchtender erscheinen zu lassen, wird heute von der Keltologie als gesichert angenommen. Angeblich war seine Mutter Rónnat die treibende Kraft hinter seinem Gesetzeswerk. Um Gott dazu zu bringen, ihren Sohn zu unterstützen, soll sie ihn mit einem Stein im Mund acht Monate an einen Brückenpfeiler angebunden und dann in einem Steinsarg lebendig begraben haben. Ein Engel befreite ihn und verkündete ihm die Gnade und Hilfe Gottes.
Adomnans Grundgedanke war, dass die Frau als Gebärerin von Heiligen, Äbten und ehrenhaften Männern höher als bisher einzuschätzen sei. Die Könige Irlands wehrten sich vorerst gegen die Änderungen, doch Adomnan bezwang sie allein durch den Klang seines Altarglöckchens und durch die Androhung seines Fluches (Glám dícenn).
Die Tötung einer Frau wurde nun strenger bestraft als bisher, und zwar durch das Abhacken der rechten Hand und des linken Fußes, sodann die Hinrichtung des Täters und die Zahlung eines Wergeldes (Ehrenpreis, lóg n-enech) durch seine Angehörigen – im Wert von sieben Sklavinnen oder 21 Milchkühen oder 14 Jahre büßen und dann vierzehnfaches Wergeld entrichten. Im klassischen irischen Recht betrug das Wergeld für eine Frau die Hälfte desjenigen eines Mannes. Wenn eine Kriegerschar eine Frau getötet hatte, so sollten maximal 60 Männer die Strafe erleiden. Wer eine Adelige zum Erröten bringt, muss Strafe im Wert von sieben Sklavinnen zahlen, die Vergewaltigung einer nichtadeligen Jungfrau kostet die Hälfte dessen, was einer adeligen zustünde.
Die Strafen für Frauen wurden von Adomnan ebenfalls geändert: Bei Mord wurde die Schuldige in einem Boot mit Wasser und Brot, aber nur einem Ruder ausgesetzt. Für Frauen, wie auch für andere Nichtkämpfer (Kinder, Kleriker – die „Unschuldigen“), waren also Sonderregelungen der Leibesstrafen vorgesehen.
Auf der Synode von Birr (County Offaly, Irland) im Jahre 697 wurde das Gesetzeswerk angenommen und von 51 Königen aus Irland, Nordbritannien und dem Piktenland sowie 40 hohen Klerikern unterzeichnet. Wie weit Adomnans Gesetz tatsächlich in der Praxis befolgt wurde, kann nicht festgestellt werden.

## Cáin
Cáin [kaːnʼ] ist ein Begriff aus dem irischen Recht, der nur aus dem Zusammenhang übersetzt werden kann: Es ist das von einem Herrscher oder Geistlichen erlassene Gesetz (wie in diesem Falle); eine Verpflichtung gegenüber einem Höhergestellten; eine (Geld-)Strafe.